# Nenenia thoracica
Nenenia thoracica é uma espécie de cerambicídeo, endêmica da Austrália.

## Taxonomia
Em 1897, a espécie foi descrita por Blackburn, com base num espécime encontrado no estado australiano de Victoria.

## Biologia
Os adultos têm um comprimento que varia de 8 a 12 mm. Apresentam atividade durante o período de outubro a janeiro. Se hospedam nas plantas do gênero Acacia.

## Distribuição
A espécie é endêmica da Austrália, na qual ocorre no estado de Victoria.